# Idotea ostroumovi
Idotea ostroumovi là một loài chân đều trong họ Idoteidae. Loài này được Sowinsky miêu tả khoa học năm 1895.